# Arboretum des Prés des Culands
El Arboreto de Prés des Culands (en francés : Arboretum des Prés des Culands) son un jardín botánico y un arboreto de 2 hectáreas de extensión de propiedad privada, en Meung-sur-Loire, Francia.
El arboreto tiene el reconocimiento de Collection National por el Conservatorio de colecciones vegetales especializadas (CCVS) por su colección de Ilex de 60 taxones y por su colección de Astilbe.
También fue catalogado como «Jardin Remarquable» («jardín notable») en el 2004.
El arboreto está situado en el perímetro de Val de Loire inscrito como Patrimonio de la Humanidad de la UNESCO.

## Localización
El arboreto está situado cerca de Meung-sur-Loire, en barrio de la Nivelle famoso por sus molinos de agua de  bras des Mauves - estas corrientes de agua que no eran originalmente ríos reales, han sido moldeados por la mano humana. Aunque originalmente había fuentes de agua subterránea que surtían al Beauce, pero el agua circula en una gran zona pantanosa.
El territorio de la comuna de Meung-sur-Loire, se ubica en el área urbana de Orlèans y la región natural del Valle del Loira.
Las líneas 8 y 9 del sistema de autobuses departamentales Ulys prestan servicio a la comuna de Meung-sur-Loire.

### Dirección
Arboretum des Prés des Culands, La Nivelle Code Postal 45130 Meung-sur-Loire, Département de Loiret, Centre, France-Francia.

Planos y vistas satelitales, 47°49′24″N 1°41′39″E / 47.82333, 1.69417
Se puede visitar previa cita y se paga tarifa de entrada.

## Historia
Alrededor del año 550 el monje San Liphard se retiró a vivir a Meung-sur-Loire con sus discípulos, aquí limpiaron los pantanos y tuvo la idea de canalizar sus cursos de agua mediante la creación de un banco artificial, una especie de presa. 
El agua domesticada, se convirtió en una fuerza motriz capaz de accionar las ruedas de paletas, lo que permite la instalación de molinos de agua. Durante los años llegó a haber hasta 37 molinos de agua en la zona, pero a partir de 1950, el estado de los molinos de agua de bras des Mauves se fue deteriorando, los molinos dejaron de utilizar la energía del agua, y los molineros abandonaron el mantenimiento de las vías fluviales.
En 1987, Pierre y Nadine Paris adquirieron la primera parte de las parcelas. Es entonces cuando aclaran, limpian los canales, desarrollan el sitio, todo ello en el respeto por el entorno natural. La obra fue totalmente hecha a mano, no hay máquina que pueda acceder al jardín. La limpieza de bras des Mauves  también se realiza manualmente.
Fue diseñado paisajísticamente como muchas pequeñas islas interconectadas por puentes de madera.
En 1991, se realizó la plantación de unos 150 Ilex (acebo) y otras varias plantas, el Arboretum fue reconocido como Collection Nationale por el Conservatoire des Collections Végétales Spécialisées (CCVS). 
Este reconocimiento animó a sus creadores a seguir buscando nuevas plantas, el estudio y la comunicación en el género Ilex. 
Posteriormente fue reconocido por la Holly Society of America (Sociedad Americana del acebo) en 1999, y en 2004 se le nombró como un Jardin Remarquable por el Ministerio de Cultura.
En 2007 la colección de astilbe mereció una segunda designación por el CCVS.

## Colecciones
Actualmente el arboreto contiene más de 500 tipos de Ilex obtenidos de jardines botánicos y arboretos de todo el mundo, entre ellos unas 60 especies, 150  híbridos, y 250 variedades. 
También contiene bellas plantaciones de astilbe, arces, bambús, clematis, cornejos y hortensias, así como coníferas y plantas acuáticas
Algunas especies de Ilex:

Especímenes
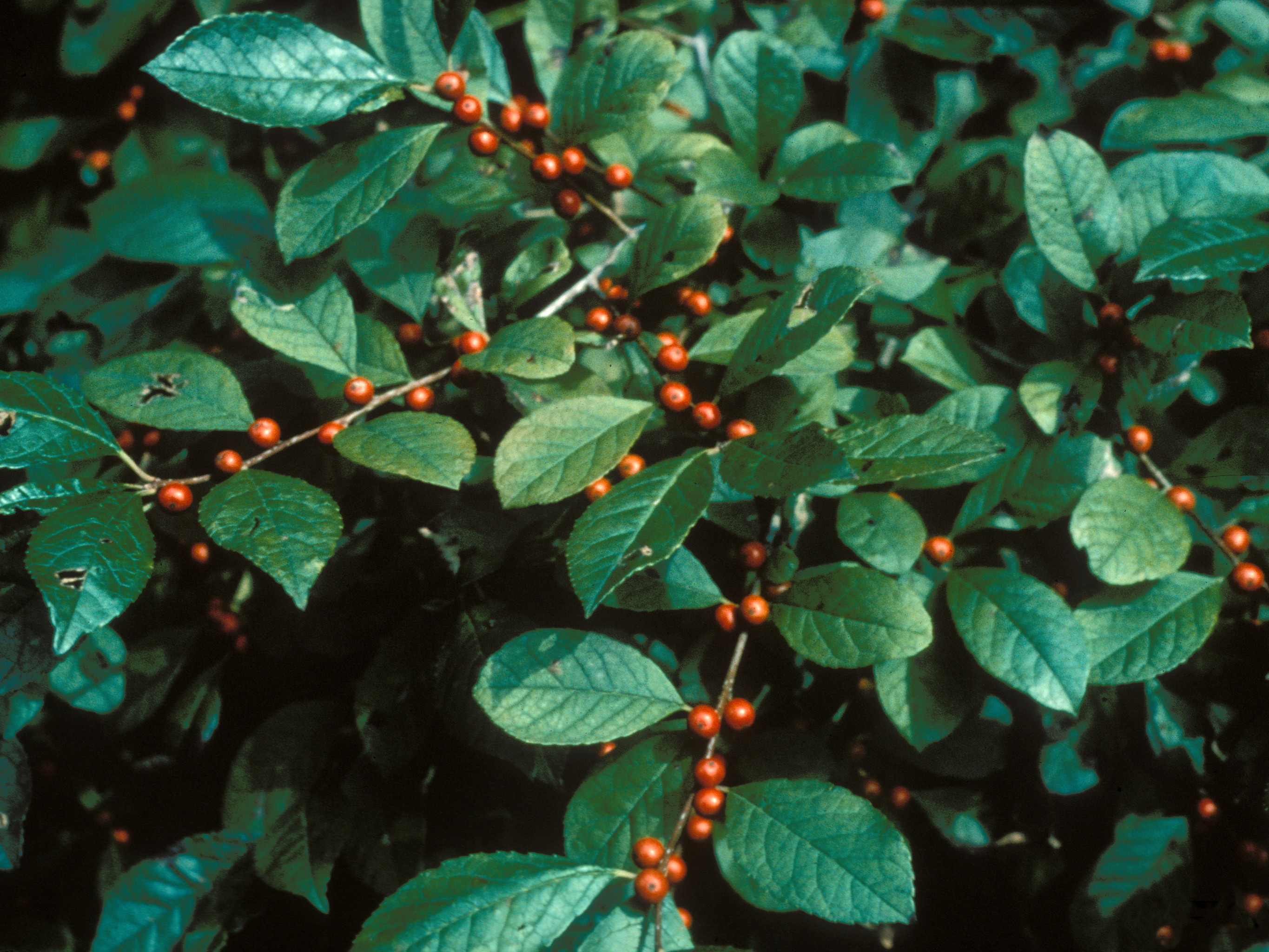
Ilex laevigata
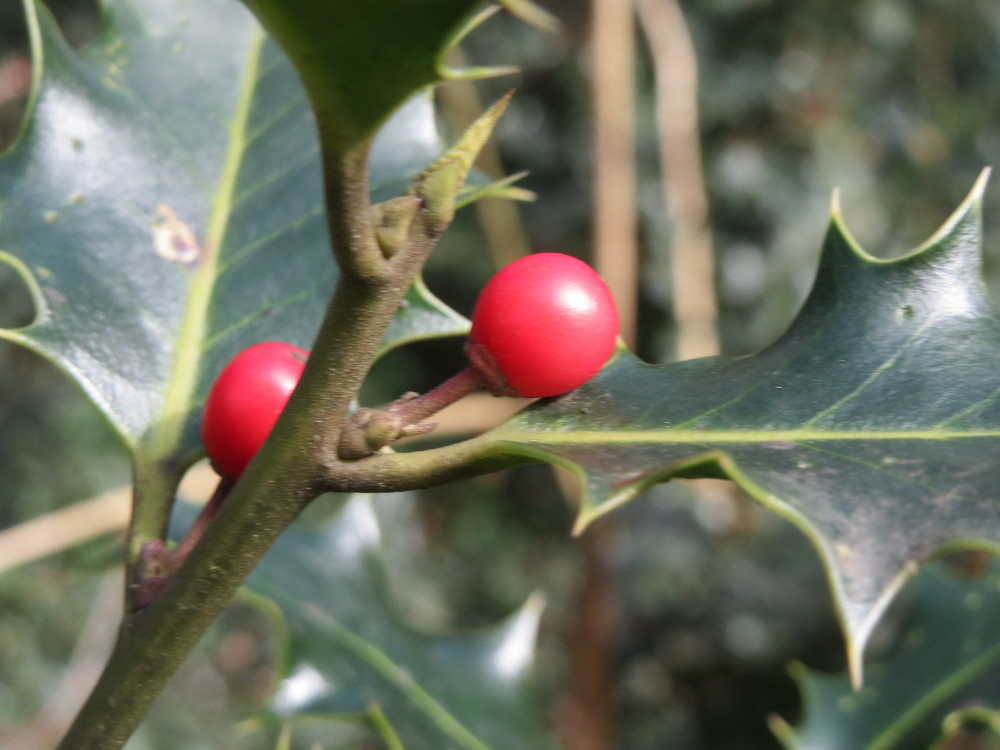
Ilex aquifolium
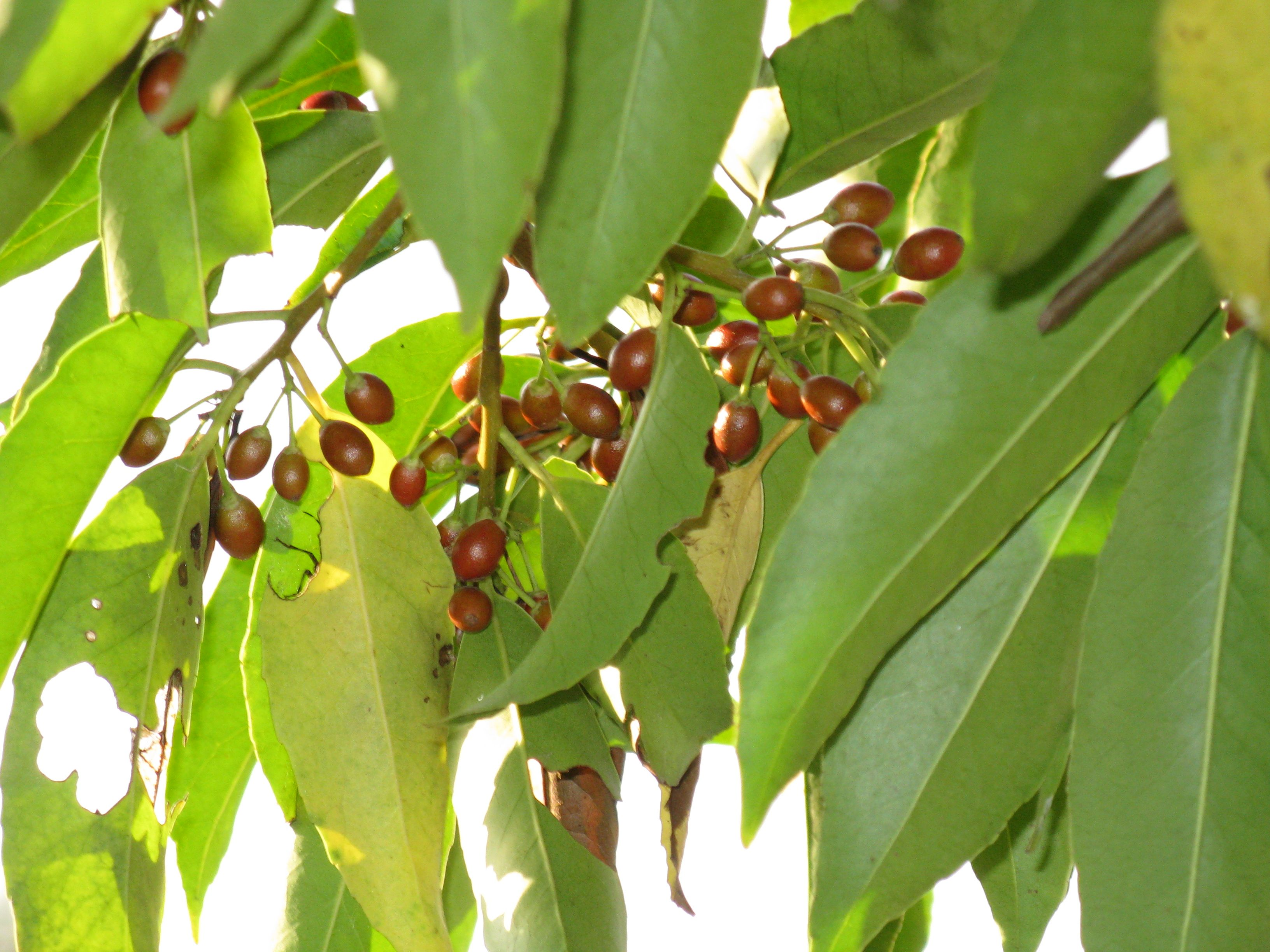
Ilex chinensis
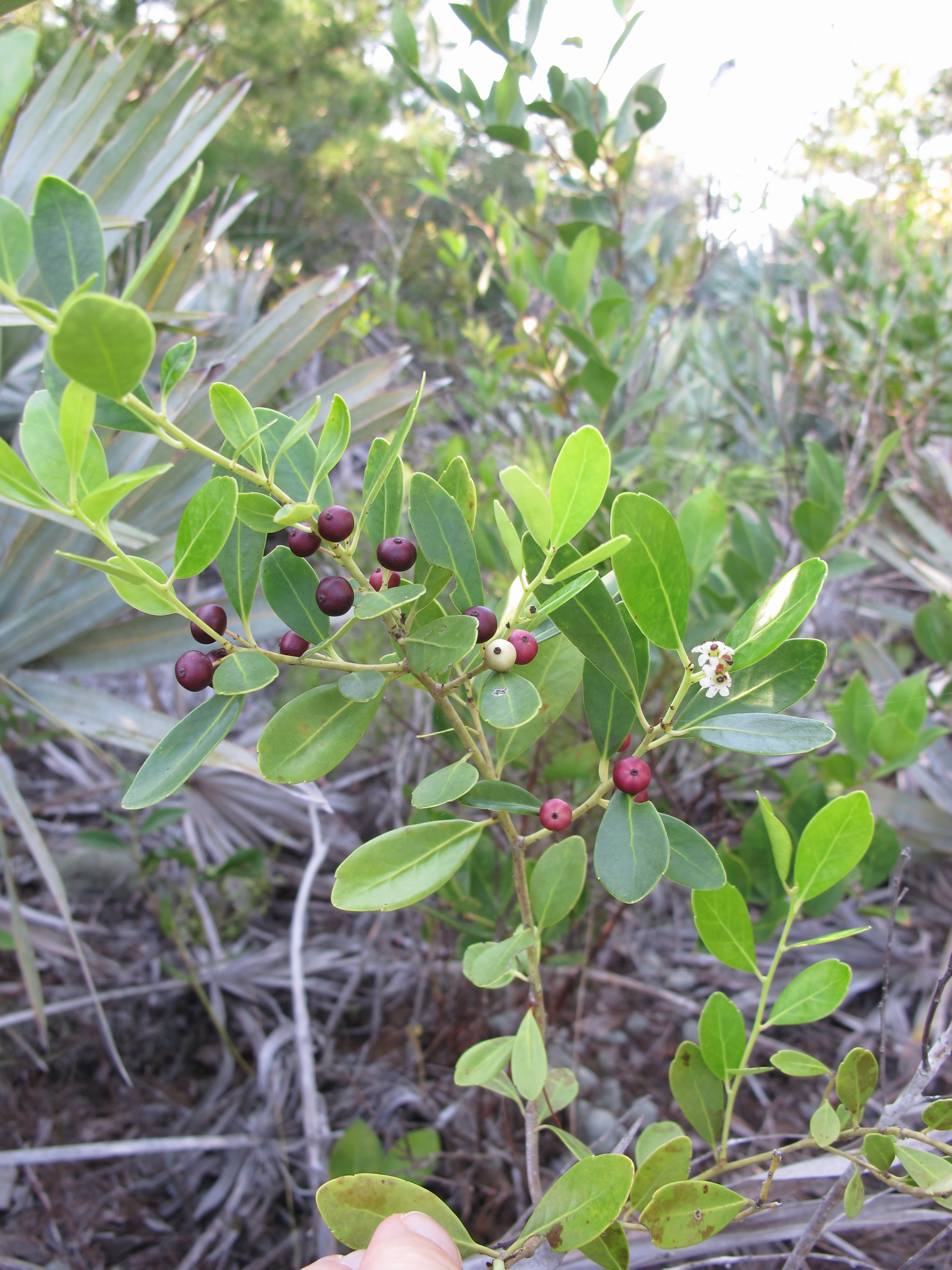
Ilex glabra
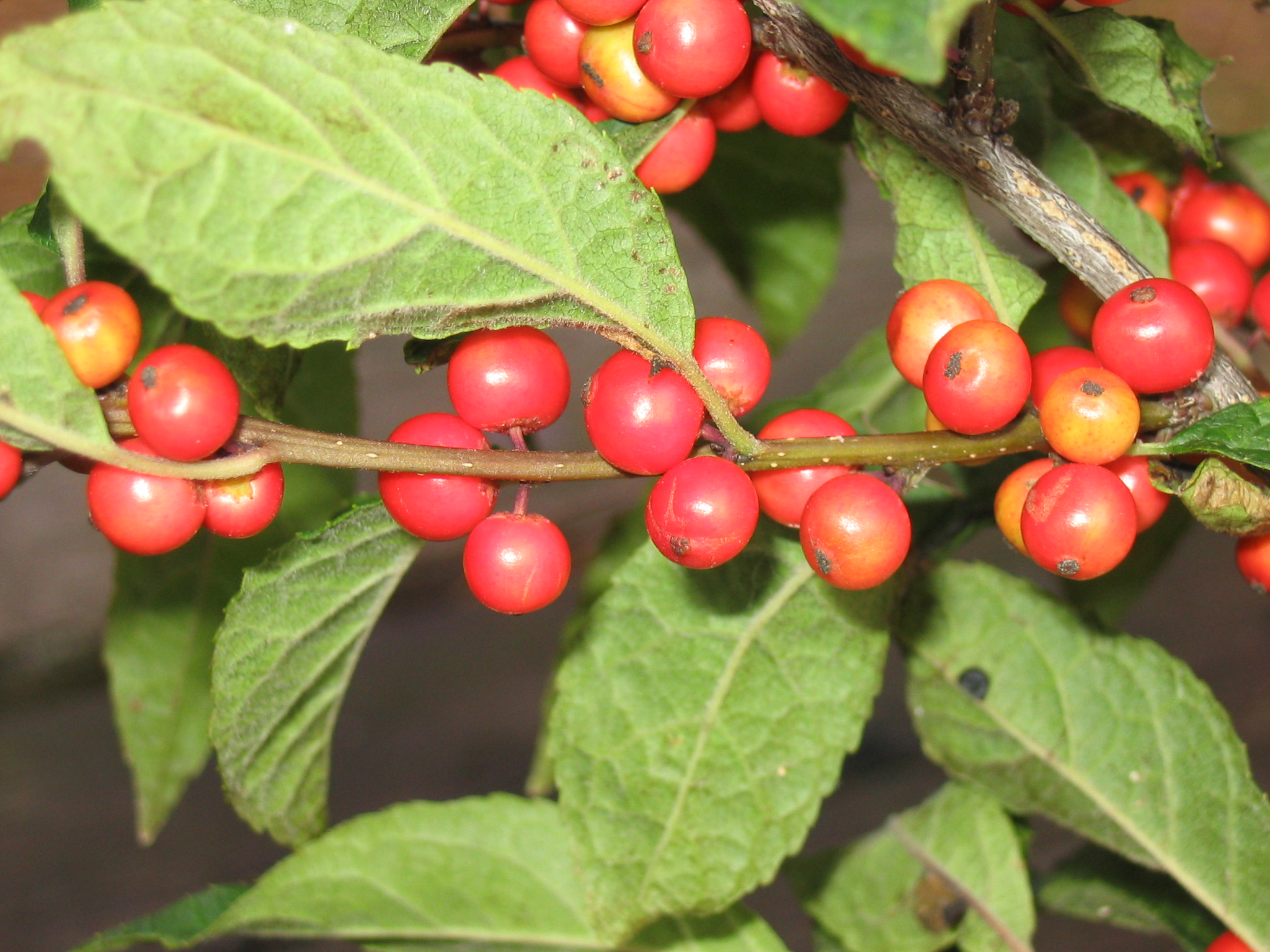
Ilex verticillata

Algunas especies de Astilbe. 

Especímenes
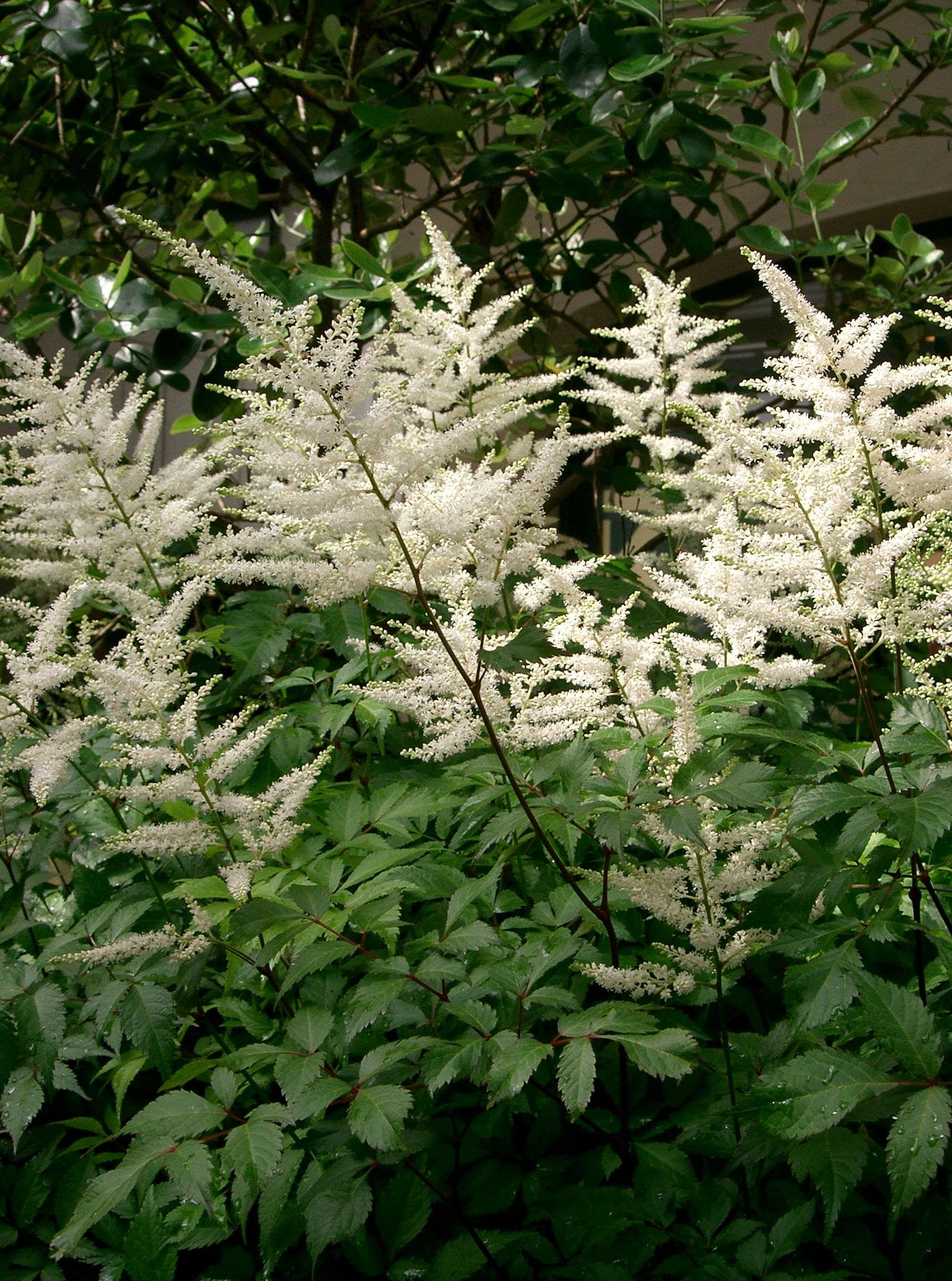
Astilbe japonica
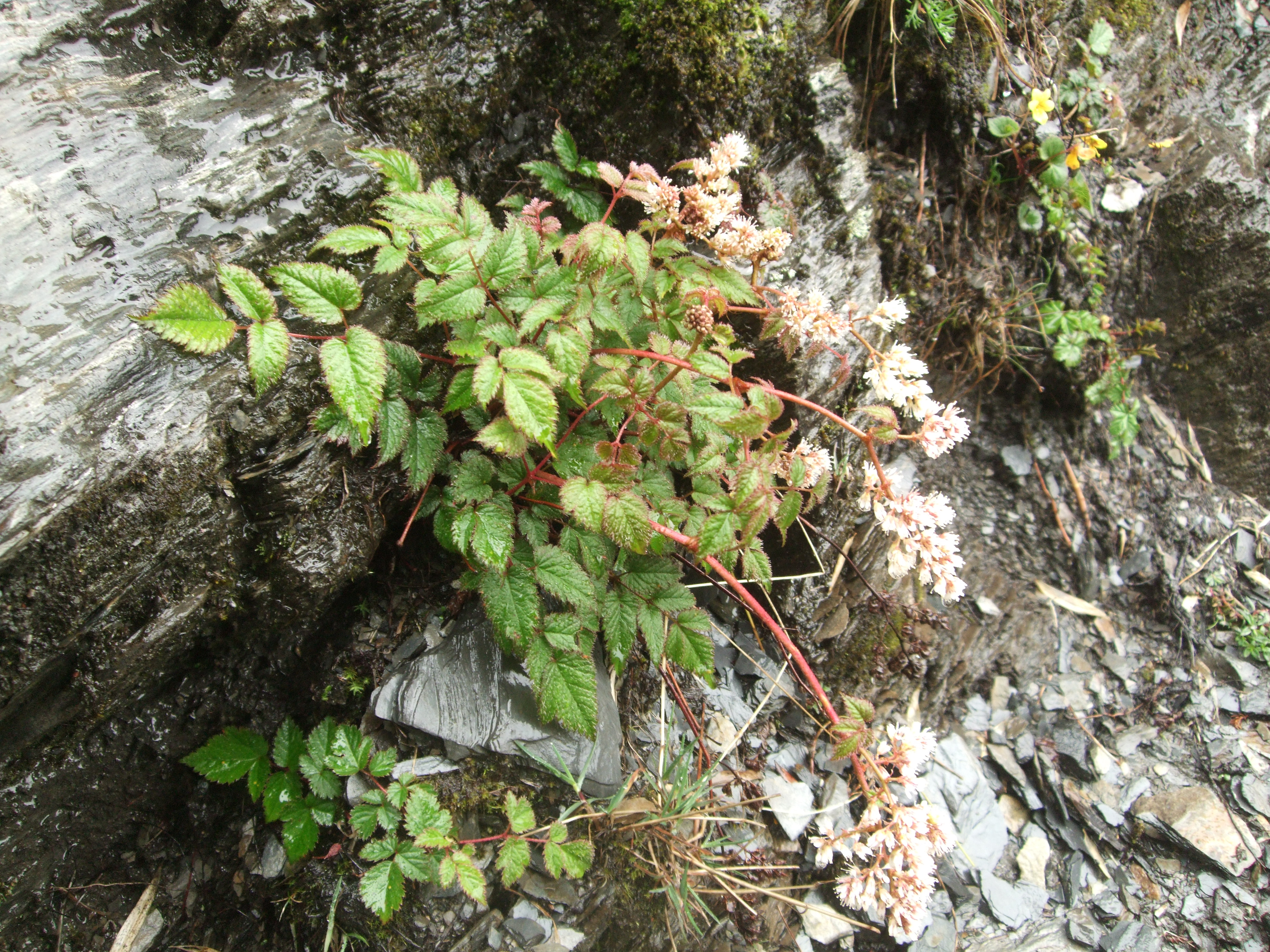
Astilbe macroflora
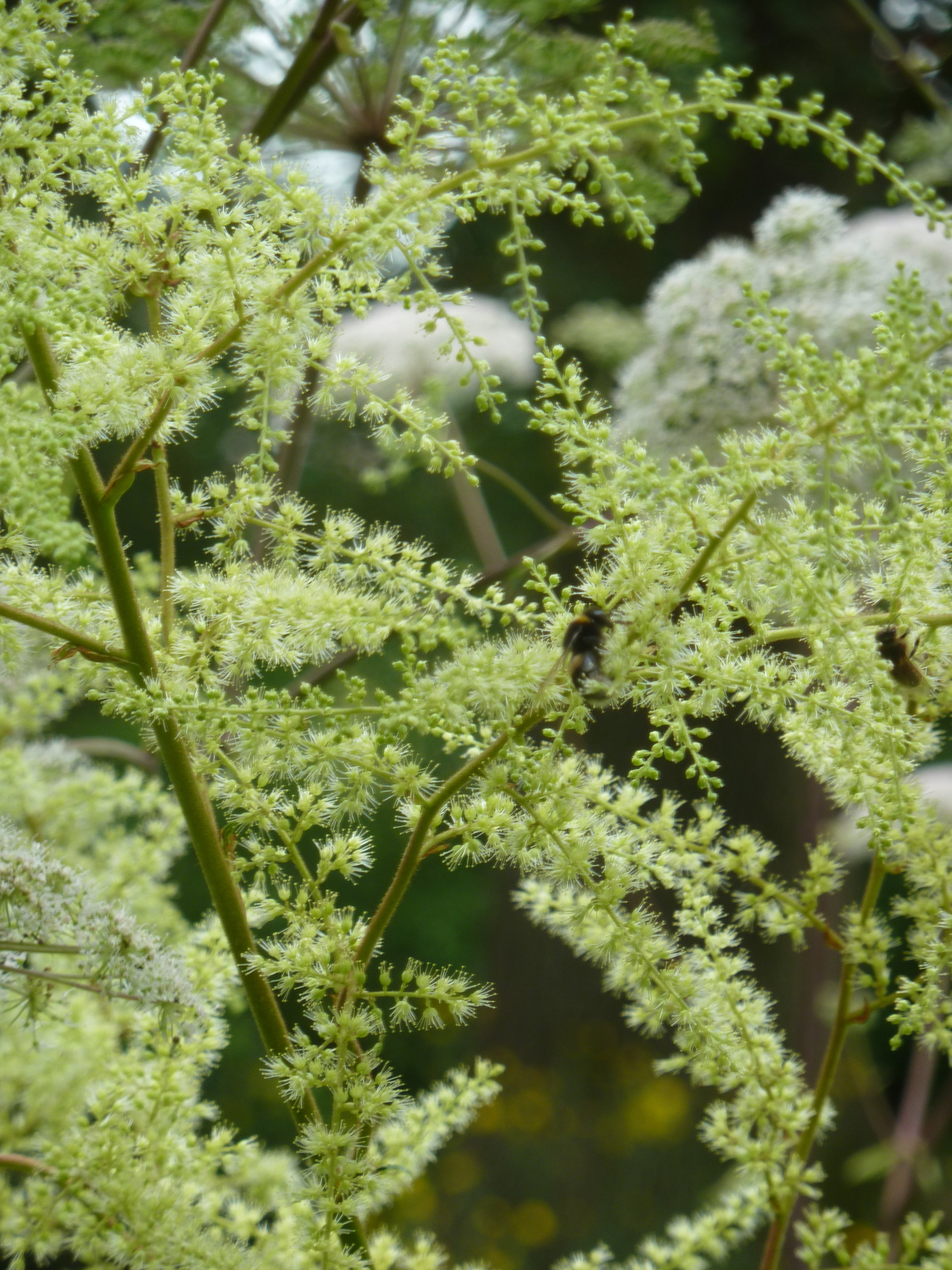
Astilbe rivularis
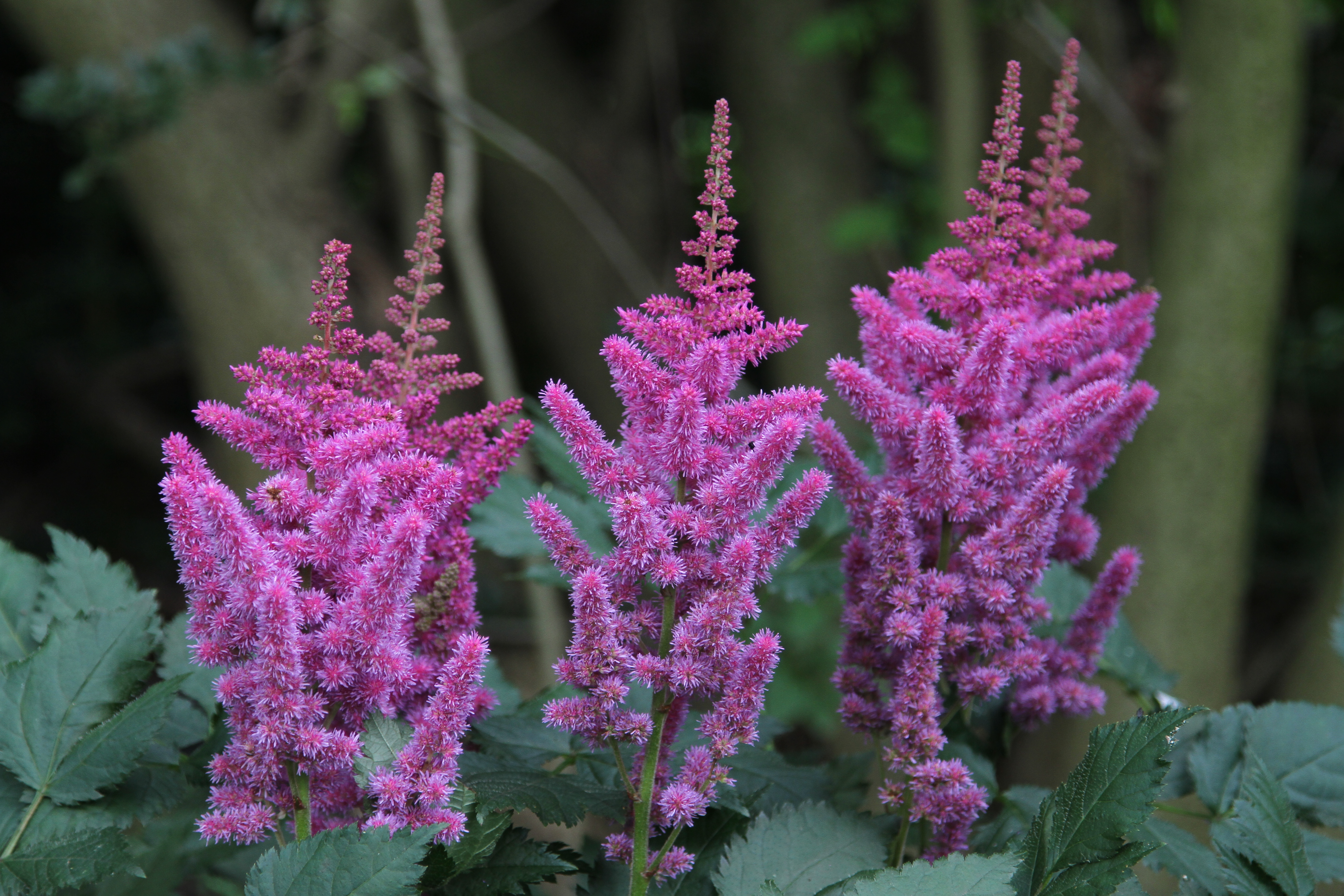
Astilbe rubra
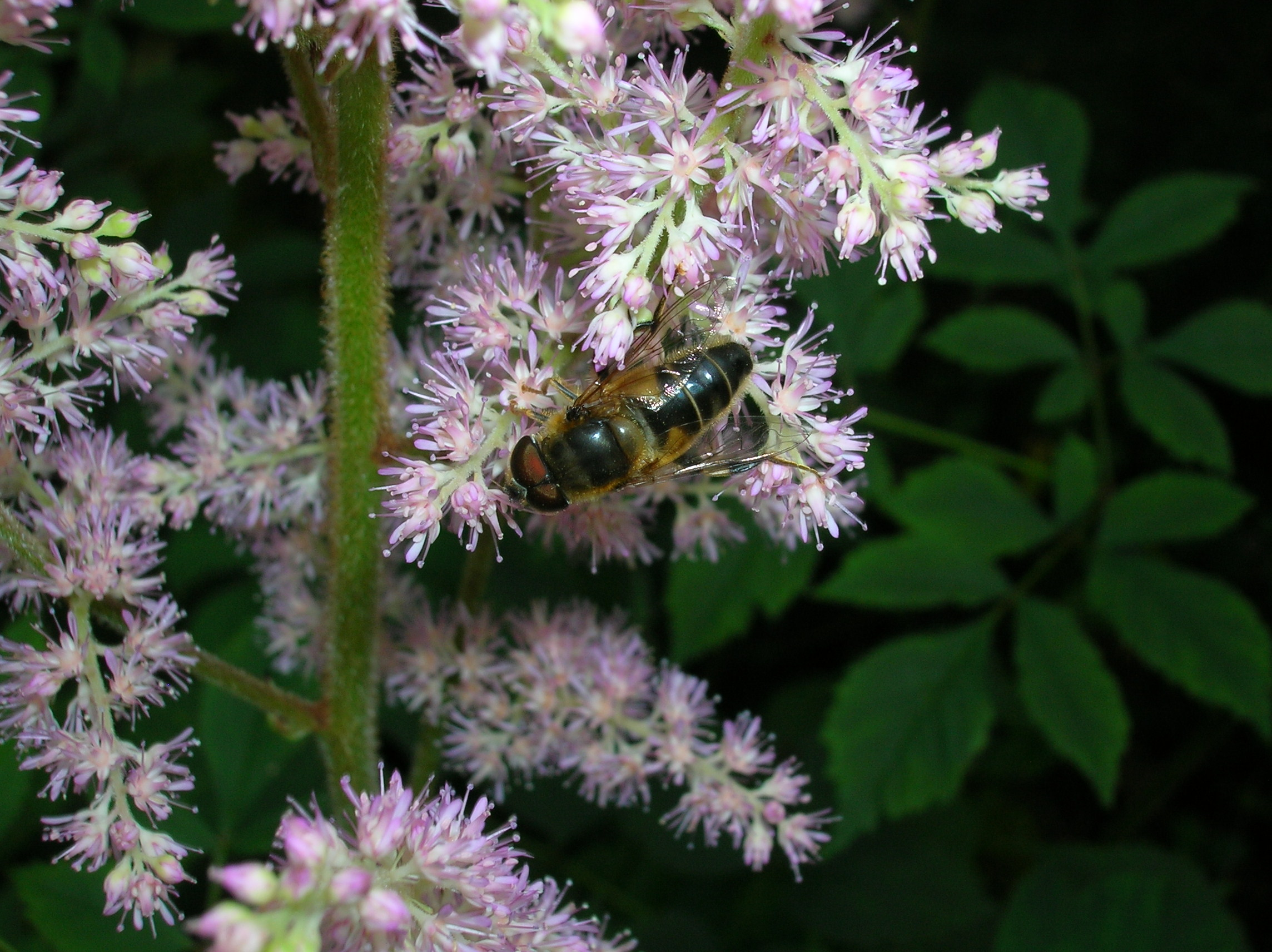
Astilbe thunbergii